# Filip Pustinjak
Filip Pustinjak (gr. Φίλιππος ὁ Μονότροπος, lat. Philippus Solitarius ili Monotropus, aktivan oko 1100.) je bio bizantski redovnik i pisac.

## Životopis
Mjesto rođenja, života ni smrti nisu poznati, no pretpostavlja se da je živio na planini Atosu. Smatra se da je oko polovice 14. stoljeća možda upravo tamo ili u Bugarskoj njegovo djelo prevedeno na crkvenoslavenski. Zrcalo je sačuvano u oko 50 grčkih i preko 160 slavenskih rukopisa što pokazuje znatnu popularnost toga djela u Istočnoj Europi.

## Djelo
Filip je najpoznatiji po svome djelu Dioptra (gr. Διόπτρα, hr. "Zrcalo") koje je napisano krajem 11. stoljeća, oko godine 1095. Djelo je bilo poznato također pod imenom Plač  kojom je u kasnijoj rukopisnoj tradiciji dodano djelo Razgovori koje je nastalo 1097. S djelom se prenosio i predgovor književnika Mihaela Psela. Zbog svog hezikhastičkog tona, djelo je najveću popularnost steklo u slavenskom pravoslavnom svijetu u kojoj je jambski, tzv. politički stih preveden ritmičkom prozom.
Ranija izdanja poput Patrologia Graeca samo su bila latinski prijevodi, dok je grčki tekst je tiskan tek 1920.